# Ernesto I de Brunswick-Gotinga
El Duque Ernesto I de Brunswick-Gotinga (c. 1305 - 24 de abril de 1367) fue un miembro de la dinastía Welf y Duque de Brunswick-Gotinga desde 1344 hasta su muerte.

## Biografía
Ernesto era hijo del Duque Alberto II de Brunswick-Wolfenbüttel-Gotinga y de su esposa, Rixa de Werle. En la división de 1286, su padre recibió el Principado de Gotinga y en 1292, heredó el Principado de Brunswick-Wolfenbüttel de su hermano sin hijos Guillermo I. Al morir su padre en 1318, el hermano mayor de Ernesto, Otón el Apacible asumió el gobierno. Después de la muerte sin hijos de Otón en 1344, Ernesto y su hermano mayor Magnus I se dividieron el Ducado. Ernesto recibió el Principado de Gotinga, que permanecería durante un tiempo separado del resto de Brunswick.
El principado de Gotinga, también conocido como el Alto Bosque, era el más pobre de los principados de Welf. Consistía en ese tiempo del antiguo Condado de Northeim, las ciudades de Gotinga, Uslar, Dransfeld, Münden y Gieselwerder, así como una mitad de Moringen. La ciudad de Brunswick permaneció como propiedad compartida por los varios Duques de Brunswick.
En 1339, Ernesto contrajo matrimonio con Isabel, hija del Landgrave Enrique II "de Hierro" de Hesse. Con ella tuvo por lo menos seis hijos. El más conocido de estos es su sucesor Otón I. Un hijo menor se hizo sacerdote. Alrededor del año 1364, Ernesto entregó los asuntos de gobierno a su hijo Otón I. Al fallecer Ernesto en 1367, Otón I asumió el gobierno completamente.
No se conoce mucho sobre el gobierno de Ernesto, a diferencia del de su hijo. Se asume, como sus predecesores, que luchó junto a las ciudades en la región contra los nobles barones ladrones que tenían castillos en la región. En sus últimos años, vivió mayormente en paz con sus vecinos y tenía alianzas con muchos de ellos. Solo estuvo en guerra con el Obispado de Hildesheim y sus aliados, Maguncia, Hesse, Waldeck y Hohnstein.